# Chaetomalachiini
Chaetomalachiini es una tribu de coleópteros polífagos de la familia Melyridae.

## Géneros
- Chaetomalachius Kraatz, 1882
- Dasytidius Schilsky, 1896
- Dasytiscus Kiesenwetter, 1859
- Haplothrix Schilsky, 1896